# مايكي هيد
مايكي هيد (بالهولندية: Maaike Head)‏ هي متزلجة هولندية، ولدت في 11 سبتمبر 1983 في أمستردام في هولندا.

## وصلات خارجية
- مايكي هيد على موقع الاتحاد الدولي للتجديف (الإنجليزية)
- مايكي هيد على موقع SpeedSkatingBase.eu (الإنجليزية)
- مايكي هيد على موقع SpeedSkatingNews.info (الإنجليزية)
- مايكي هيد على موقع SpeedSkatingStats.com (الإنجليزية)
- مايكي هيد على موقع اللجنة الأولمبية الدولية (الإنجليزية)
- مايكي هيد على موقع أوليمبيديا (الإنجليزية)